# Xerosecta
Xerosecta é um género de gastrópode  da família Hygromiidae.
Este género contém as seguintes espécies:
- Xerosecta adolfi
- Xerosecta arigonis
- Xerosecta cespitum
- Xerosecta contermina
- Xerosecta conspurcata
- Xerosecta dohrni
- Xerosecta explanata
- Xerosecta giustii
- Xerosecta hillyeriana
- Xerosecta introducta
- Xerosecta promissa
- Xerosecta reboundiana
- Xerosecta terverii
- Xerosecta vaucheri

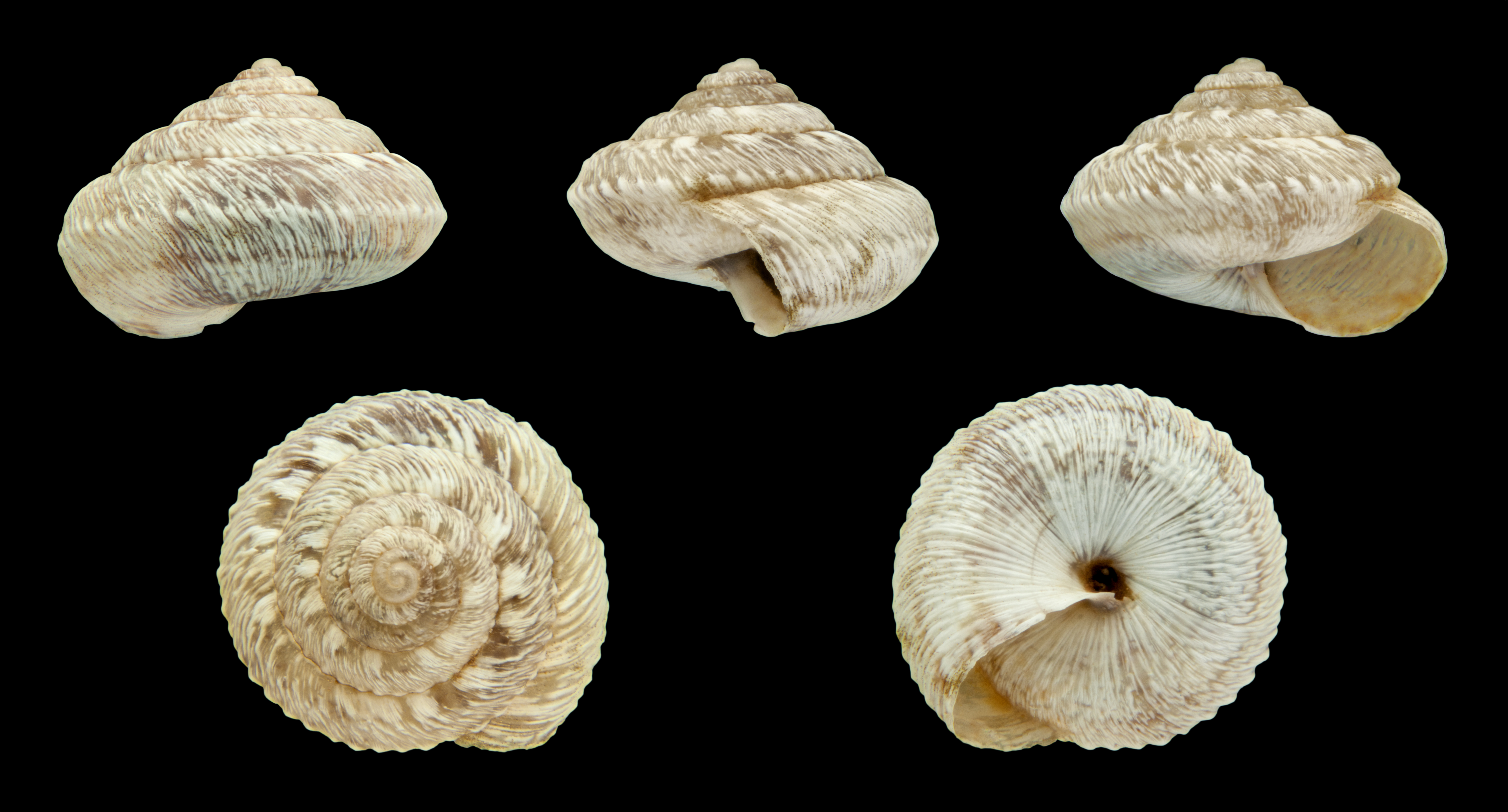
Xerosecta arnaizi
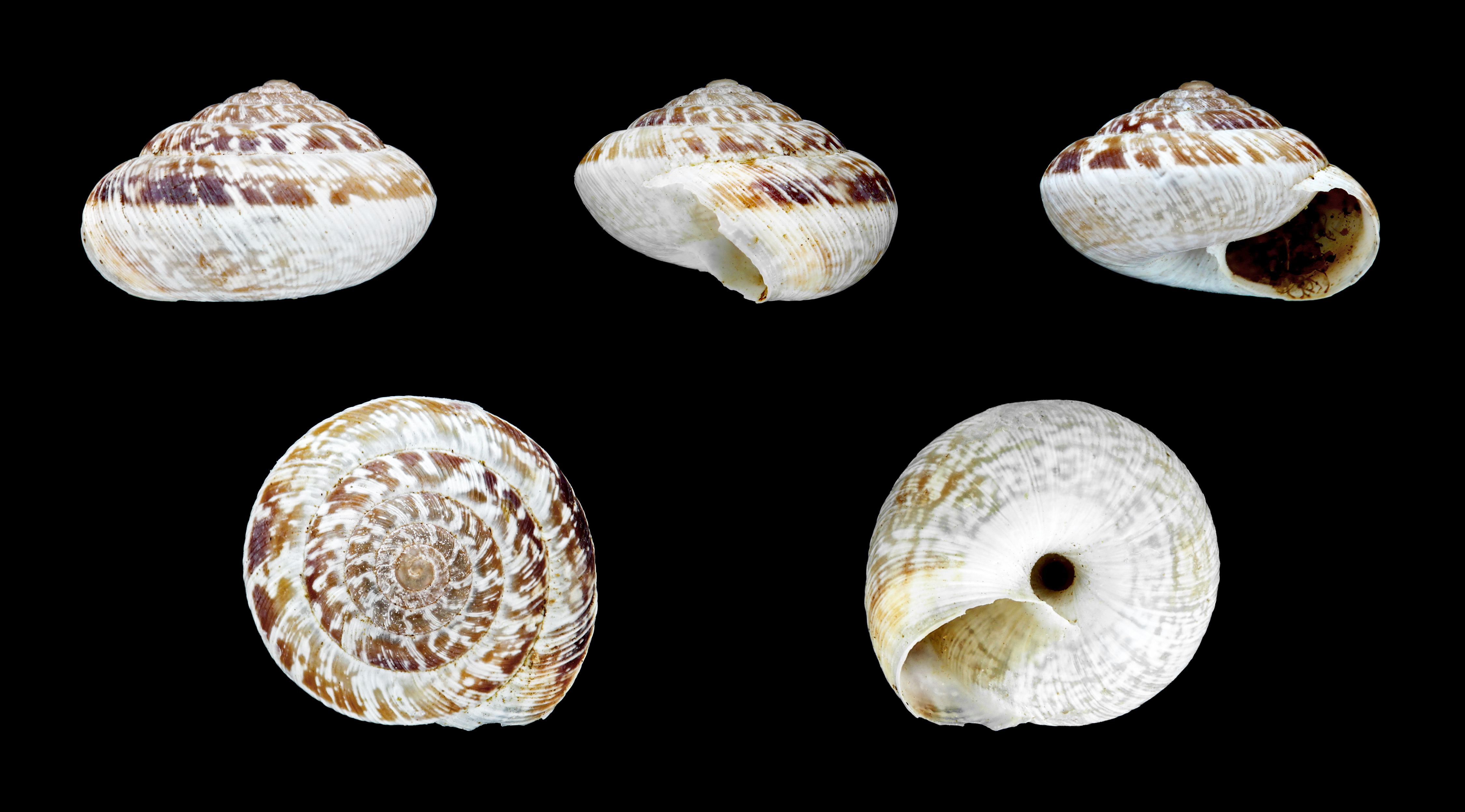
Xerosecta bodsonae
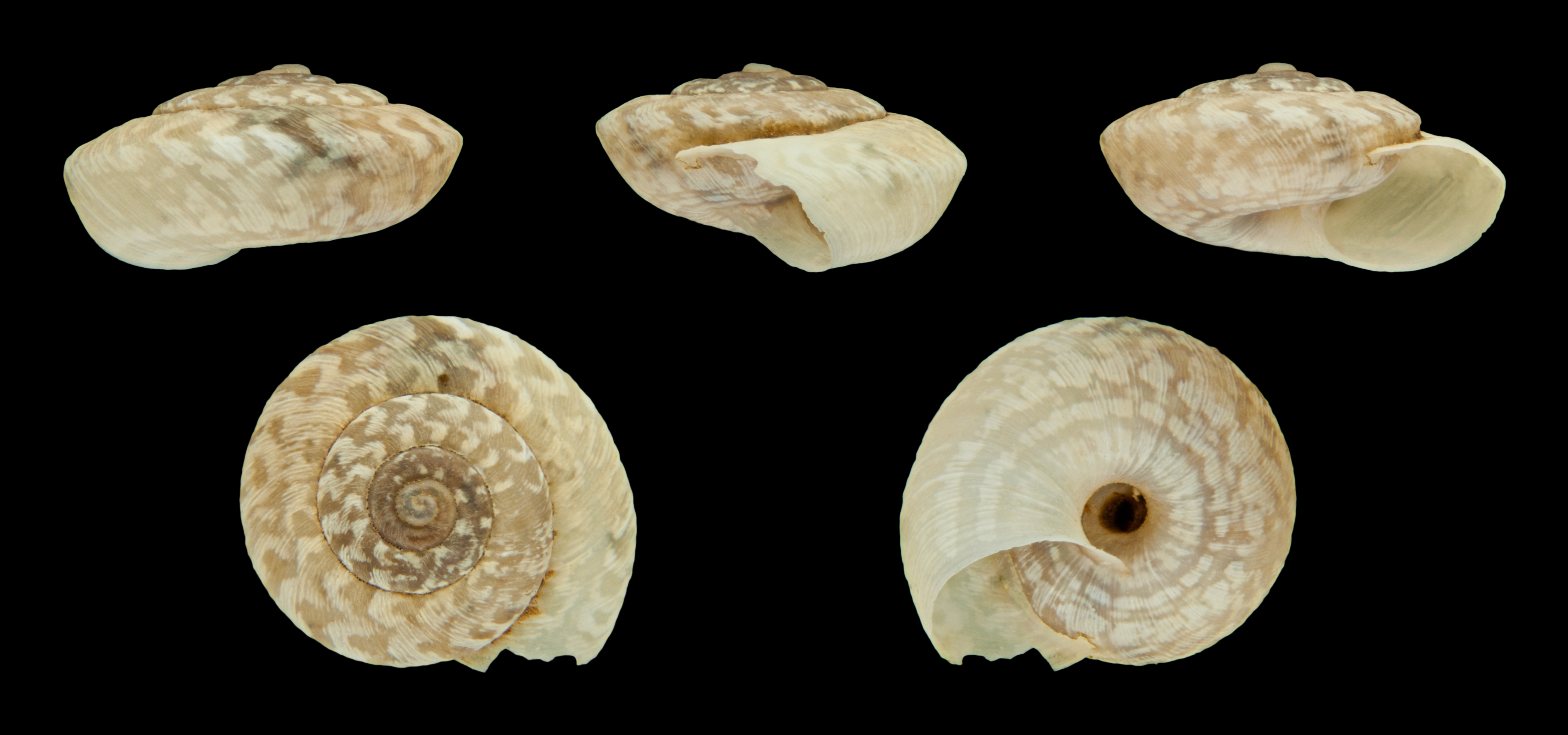
Xerosecta brunoti
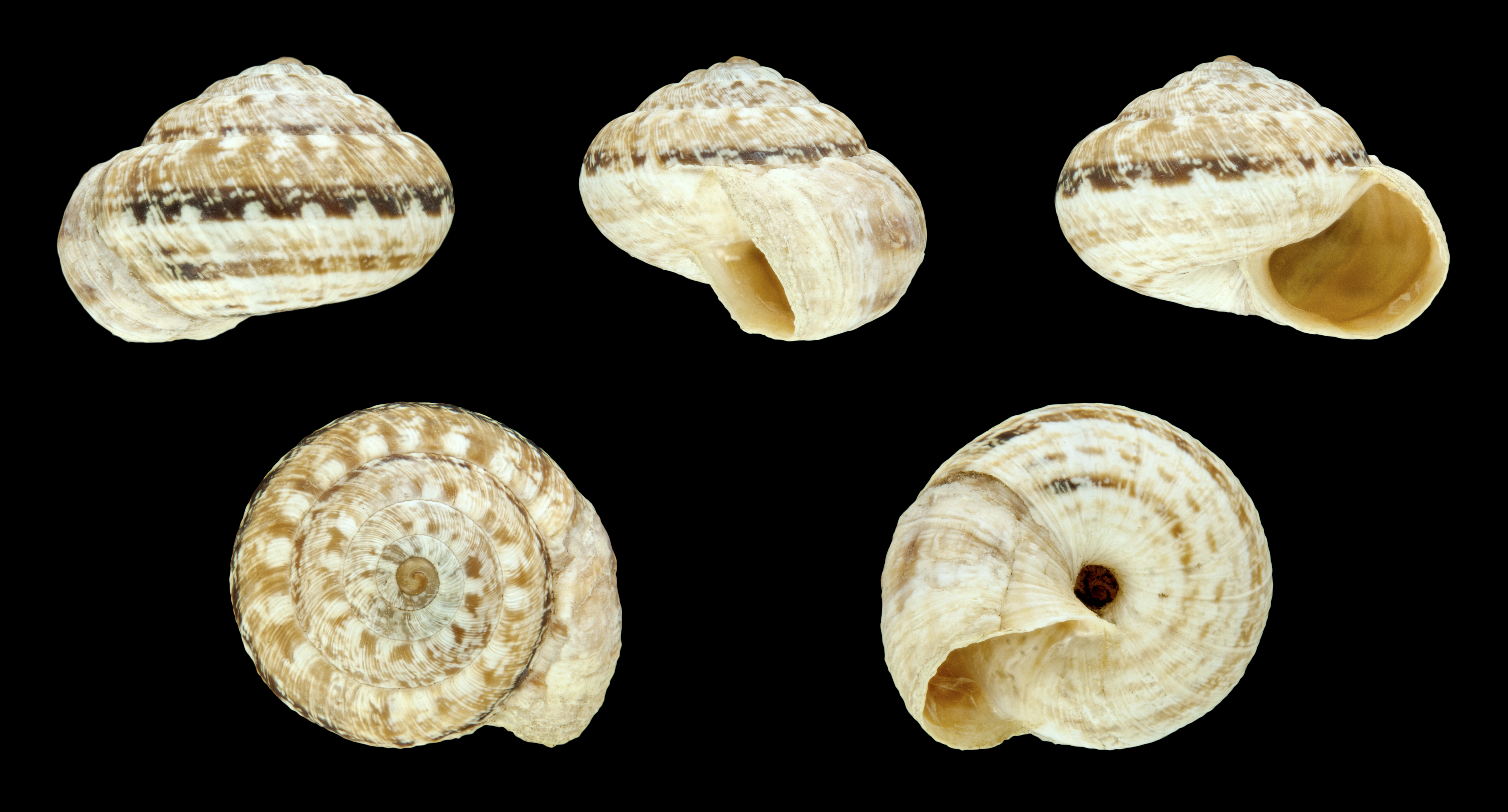
Xerosecta castriesi
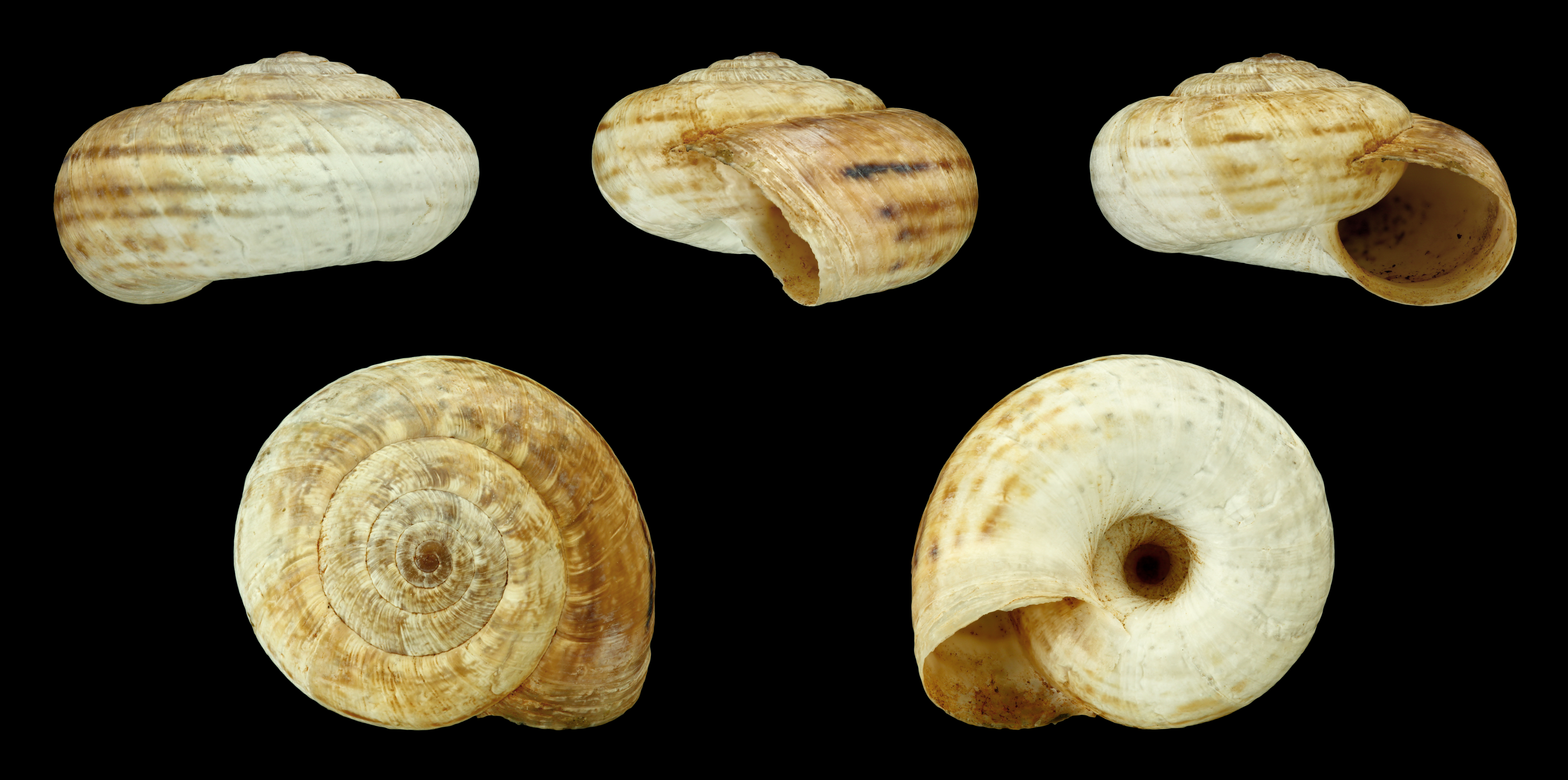
Xerosecta cespitum
Xerosecta edrissiana
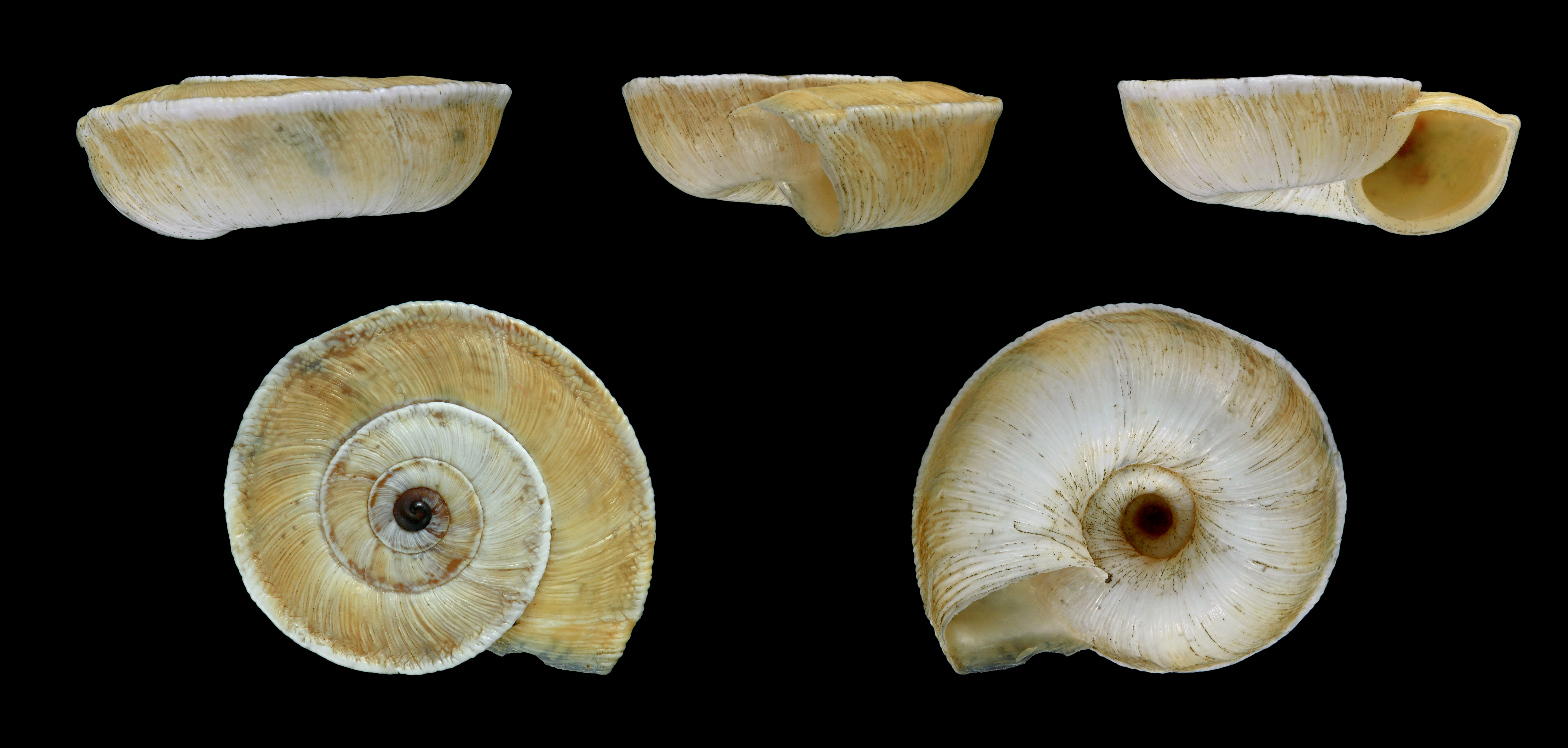
Xerosecta explanata
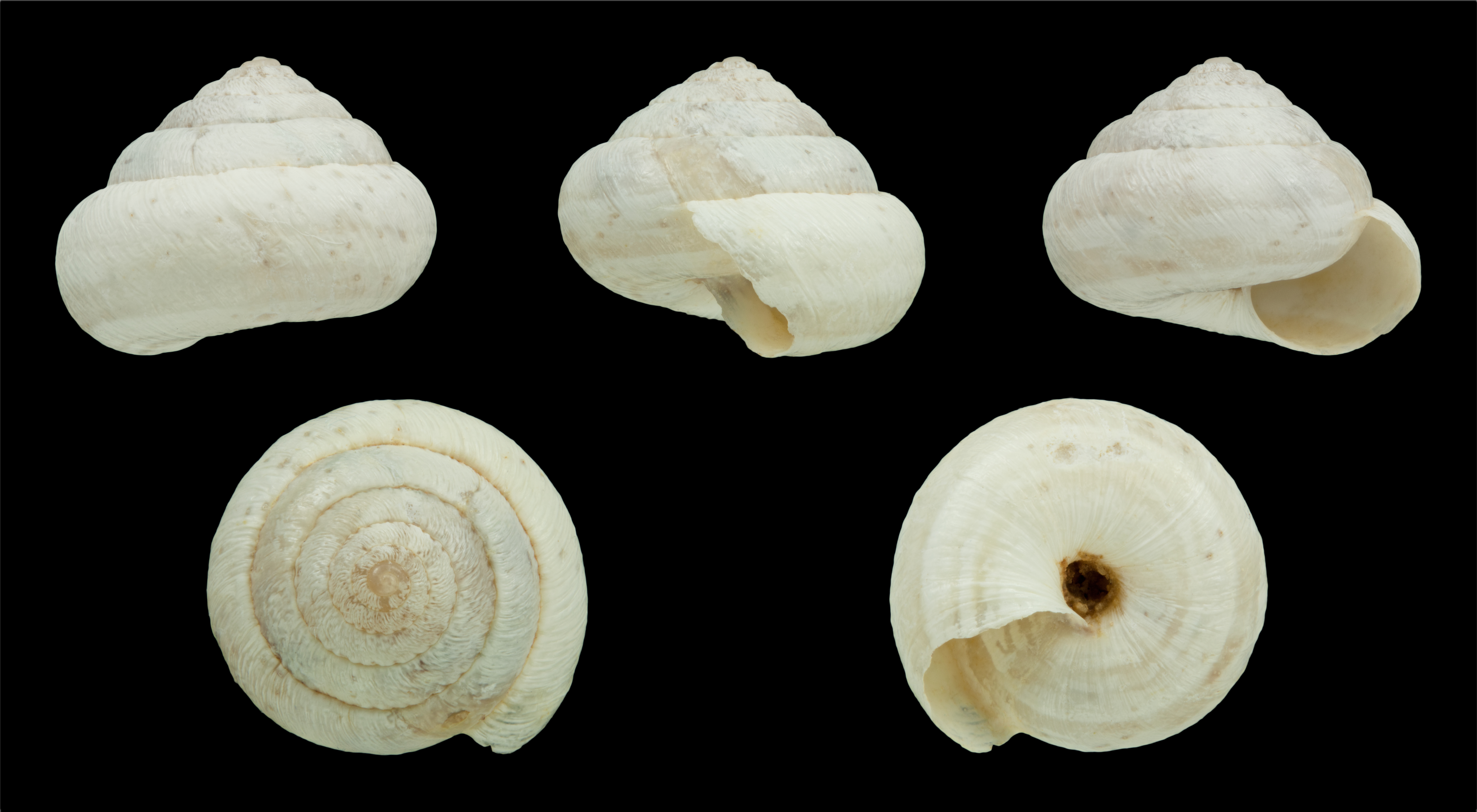
Xerosecta globuloidea
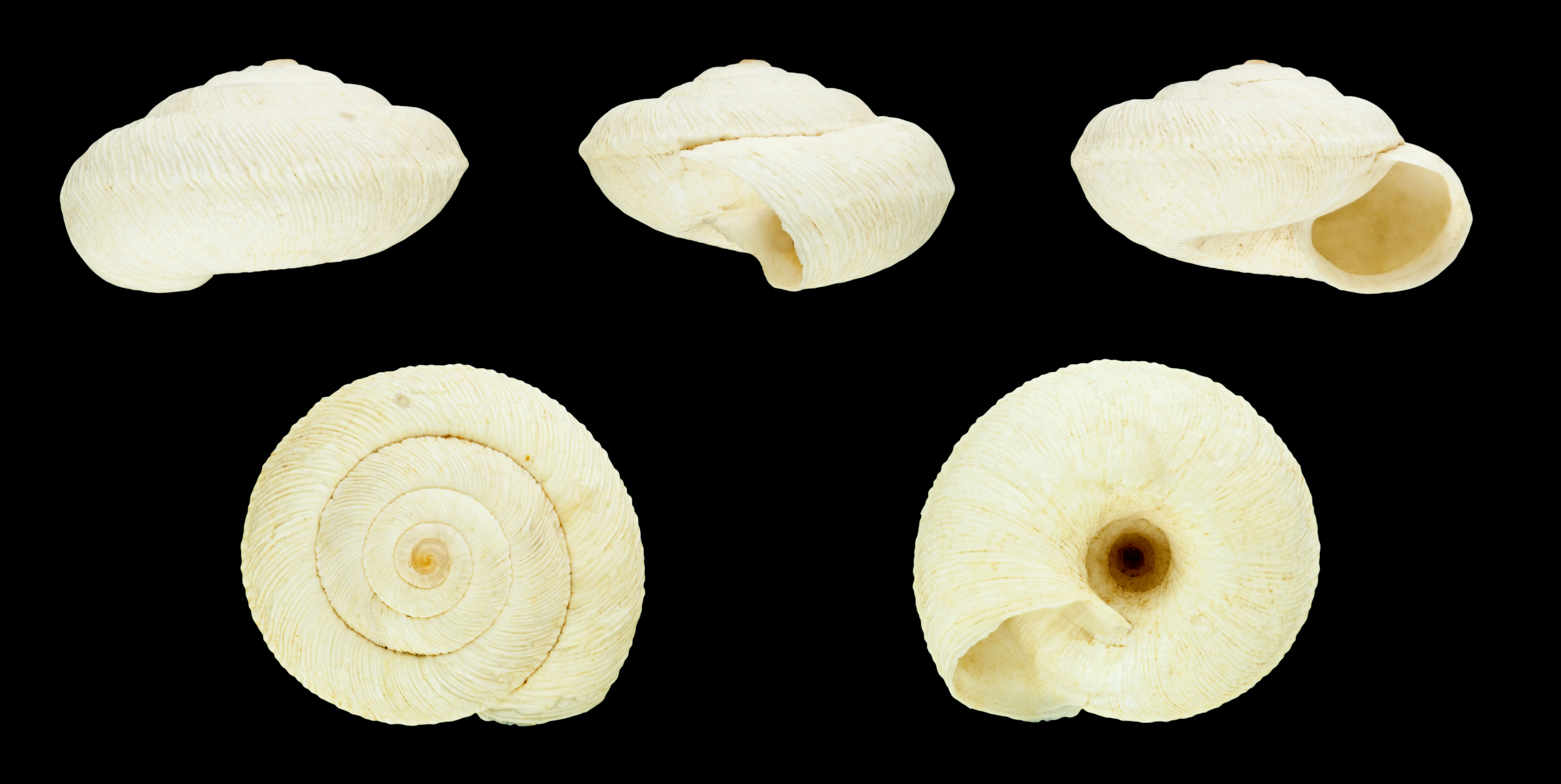
Xerosecta mogadorensis fusca
Xerosecta pharussica alba
Xerosecta pharussica minor
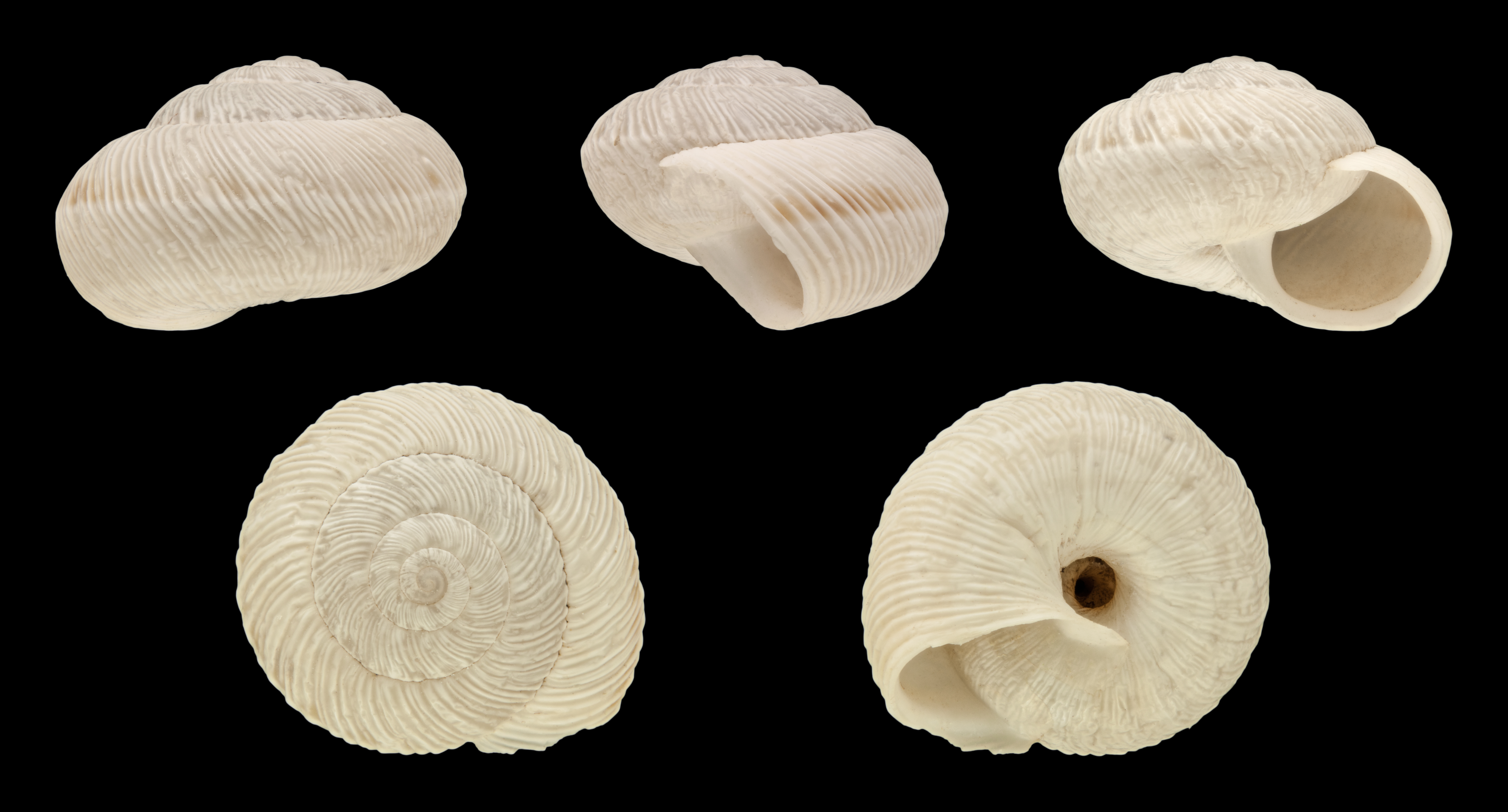
Xerosecta submoesta (Forma branca)
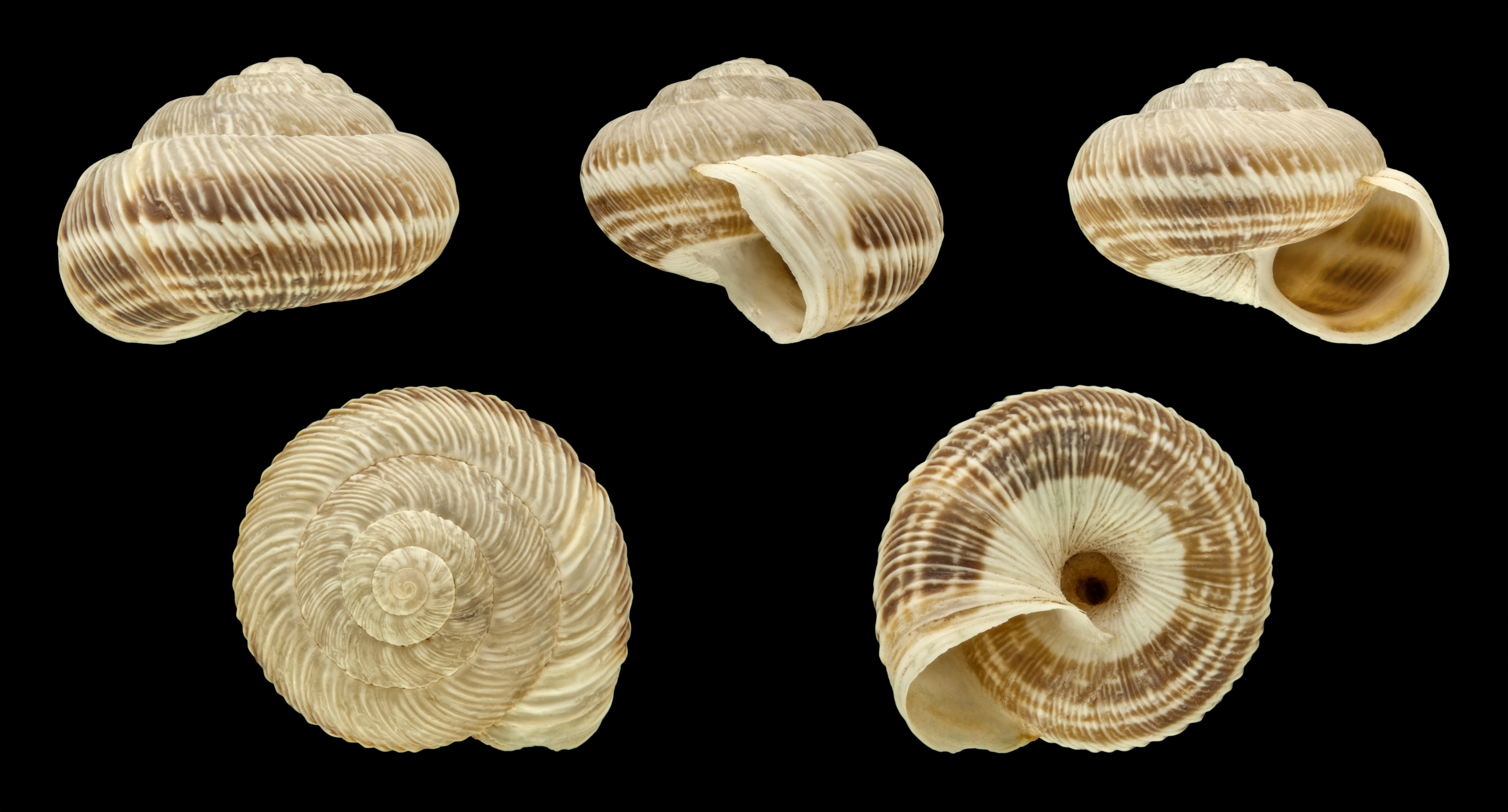
Xerosecta submoesta (Forma em bandas)
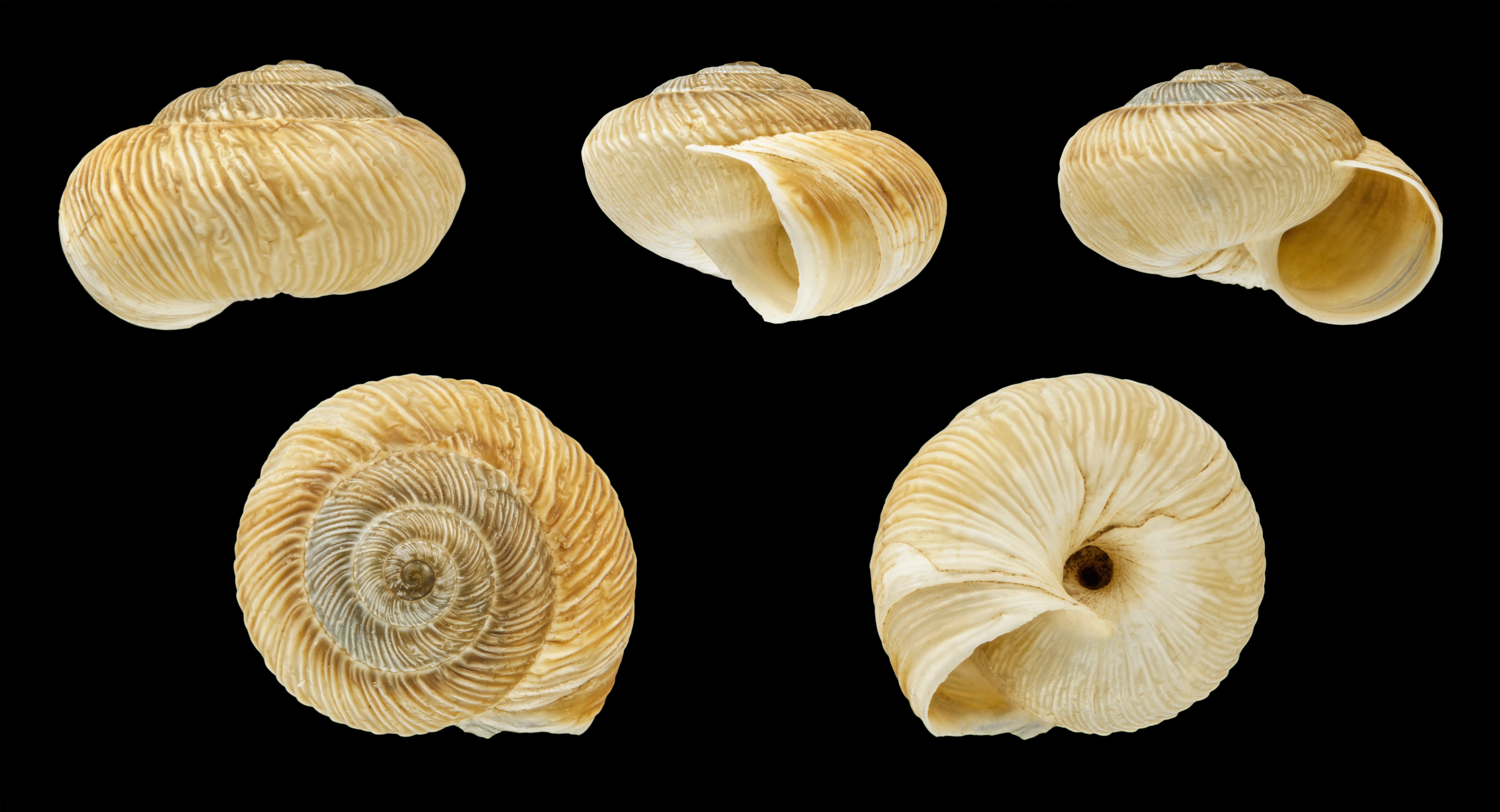
Xerosecta submoesta (Forma marrom)
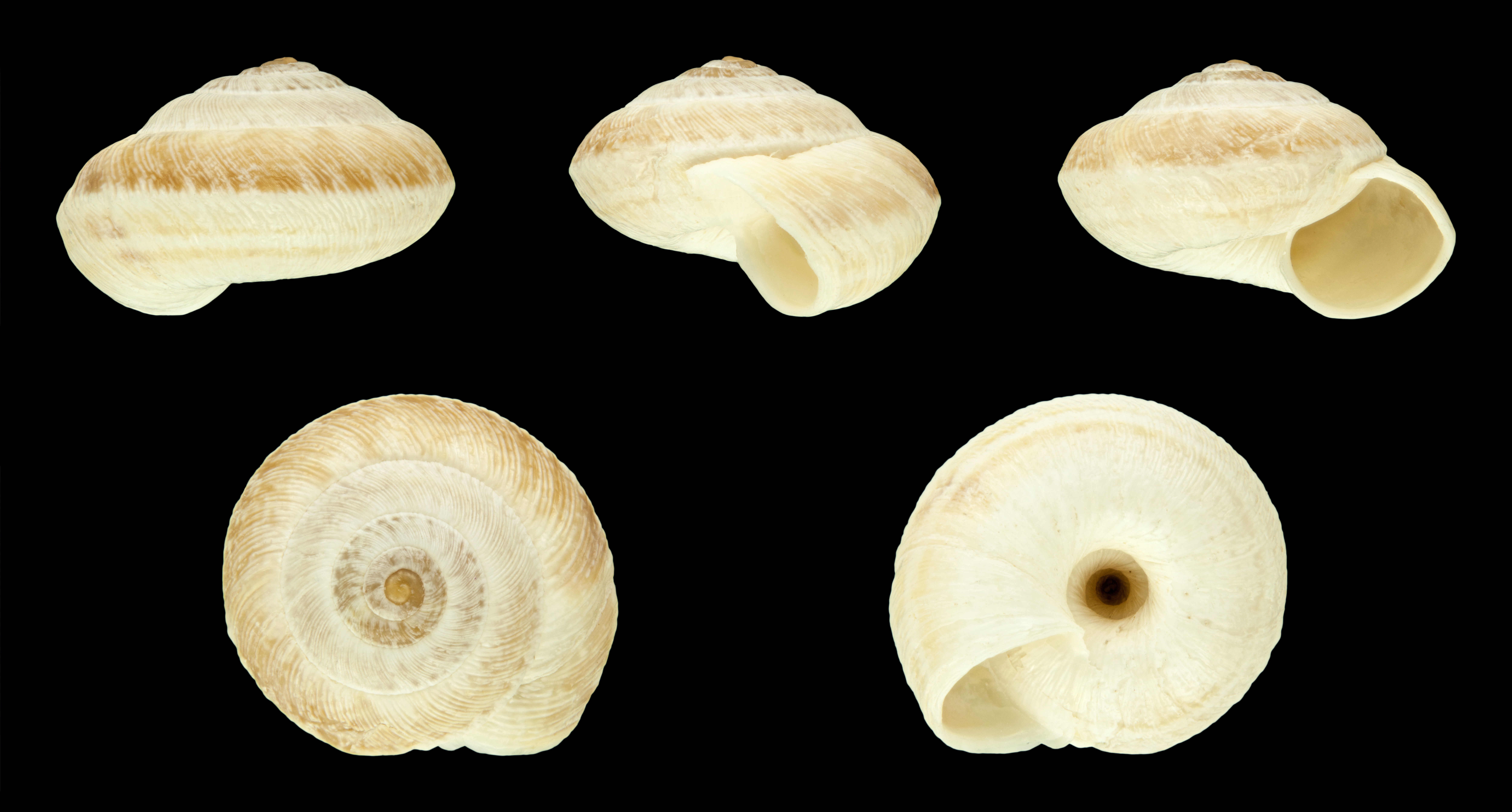
Xerosecta vaucheri